# 2025년 의성-안동 산불
2025년 의성-안동 산불은 대한민국 경상북도 의성군 안평면에서 성묘객의 실화로 발생하여 안동시, 영덕군, 영양군, 청송군 등 경상북도 북부를 중심으로 확대된 초대형 산불로, 3월 26일 현재 총 23명이 사망하고 71명의 부상자를 내면서 대한민국 역사상 가장 규모가 크고 가장 큰 인명피해를 일으킨 산불 사례로 기록되었다. 2025년 3월 대한민국 산불의 하나로서 그 중에서도 가장 규모가 큰 산불이다.
2025년 3월 27일 기준 중앙재난안전대책본부의 보고서에 따르면 경상북도 지역의 산불 피해면적은 45,157헥타르다. 이 산불로 인해 고운사와 안동 만휴정 원림이 완전히 소실되었고, 병산서원과 안동 하회마을이 산불 영향권에 들어가게 되었으며 주왕산 국립공원의 일부 지역이 피해를 입었다. 산불의 규모로 인해 중앙선과 동해선 철도의 경북 일부 구간의 운행이 지연 또는 중단되었고, 서산영덕고속도로와 중앙고속도로의 일부 구간도 통행이 중단되었다.

## 경과

### 화재 발생
2025년 3월 22일 11시 24분, 119에 성묘객들이 '성묘를 지내던 중 실수로 불을 냈다'는 신고가 접수되었다. 당시 초속 5.6m/s의 강풍과 건조한 환경을 타고 의성읍 일대로 번졌으며, 일대 주민 400여명이 긴급 대피에 나섰다.
3월 23일 8시를 기점으로 동시다발한 대형 산불 중 가장 규모가 컸던 경상남도 산청군 산불의 규모를 넘었다. 하지만 그 이후에도 진화에 어려움을 겪었고 3월 24일경엔 산불이 서산영덕고속도로에 접근했다. 이날 점곡휴게소가 반소되고 대한민국 정부는 의성군을 특별재난지역으로 선포, 국가 소방동원령 3호가 발령되었다.

### 3월 25일
3월 25일 오전 7시, 피해구역이 10000 ha를 넘겼으며, 세계문화유산으로 지정된 하회마을 인근 10km 거리까지 불길이 접근했다. 오후 3시 30분엔 안동시에 재난문자를 보내 전 주민 대피령을 발령하였다. 17시에는 청송군을 대상으로 전 군민에 대피령이 발령되었고, 청송군에 소재한 경북북부교도소의 재소자와 안동교도소의 재소자들을 대피시키는 조치에 나섰다.
18시엔 경찰 갑호 비상 발령, 21시엔 영덕군에 전 군민 대피령이 발령되었다. 22시 16분에는 청송군과 인접한 포항시 북구 죽장면 일부 주민들을 대상으로 불길에 대비해 대피령이 내려졌다.

### 3월 26일
3월 26일 오전 2시 30분경에는 동해안에 면한 울진군 축산항, 석리항, 경정3리항의 방파제에 고립되어 있던 인원 100여명에 대한 구조가 이루어졌다. 일출 후인 오전 6시 30분부터 산림당국은 의성군, 안동시, 영양군, 청송군, 영덕군에 소방헬기 87대와 인력 5,400여명을 투입해 진화 작업에 나섰으나, 오후 들어 순간 최대풍속 11m/s 이상의 강풍이 부는 등 기상의 악조건이 계속되면서 어려움을 겪었다.
낮 12시 54분경 의성군 신평면 교안리 일대에서 산불 진화에 나선 강원도 인제군 소속 S-76 소방헬기가 추락하여 조종사 1명이 사망하였다. 이 사고로 산림청은 전국의 진화 현장에 투입됐던 헬기의 운항을 일시 중단하였다.
오후 8시 30분경 안동시는 하회마을이 소재한 풍천면 하회1리와 하회2리, 병산서원이 소재한 병산리 주민에게 인근 마을로의 대피명령을 내렸다. 경상북도는 이날까지 대피한 인원은 7개 시군 2만 3300여명으로 집계되며, 그 중에서도 청송군의 대피인원이 10,391명으로 전체 인구의 절반 가까이로 가장 많았다고 밝혔다.

### 3월 28일
17시 15분 주불진압이 완료되었다

### 3월 29일
새벽 3시 반쯤 안동시 남후면 지역에서 잔불이 재발화했다.

## 피해

### 사상자
3월 25일 19시 청송군에서 60대 여성이 대피 중 사망한 것을 기점으로, 23시경 4명이 불에 타 사망한 채로 발견, 실버타운에서 대피하던 차량이 폭발하며 3명이 사망,  3월 26일엔 사망자 14명이 추가로 발견되었고, 그 중 1명은 진화작업 중 헬기가 추락해 사망하였다.
3월 26일 기준 사망자의 발생지역은 영덕군 (8명), 영양군 (6명), 안동시 (4명), 청송군 (3명)이며 대다수 연령대는 60대~80대 고연령층으로 조사됐다. 대부분은 집에서 빠져나오지 못했거나 지자체의 대피명령을 듣고 안전한 곳으로 이동하다 불길에 사로잡힌 것으로 밝혀졌다. 이 과정에서 실시간으로 불길이 바뀌는 데 따른 긴급재난문자의 부정확한 정보 전달이나, 넓은 지역에 인력 부족으로 대피가 원활히 이뤄지지 못한 점이 지적되었다.
- 3월 25일 19시, 청송군에서 60대 여성이 트럭을 타고 대피하던 중 불에 타 사망했다.
- 비슷한 시각, 영덕군 영덕읍 매정1리에서 80대 부부 2명이 집 앞 내리막길에서 불에 타 사망했다.
- 3월 25일 21시에는 영덕읍 매3정리 해맞이실버타운에서 직원과 입소자들이 대피하던 중 승용차에 불이 붙어 폭발해 3명이 사망했다.
- 3월 25일 23시에는 영양군 석보면에서 3명이 사망한 채 발견되었다.
- 3월 26일 9시, 축산면 대곡리에서 1명이 매몰되어 사망했다.
- 3월 26일 15시, 대곡리에서 주택 현관 앞에서 불에 탄 사망한 1명이 발견되었다.
- 석보면 포산리에서 대피 중 차량이 전복되어 고립자들을 구하러 가던 마을 이장과 일가족 3명이 사망하고 1명이 다쳤다.
- 화매리에서는 80대와 60대 여성 2명이 불길을 피하지 못한 채 숨졌다. 같은 면에서 또 다른 80대 여성 1명의 사망도 확인됐다.
- 안동시에선 주택 마당에서 70대 여성 1명이 사망했다.
- 진보면에서 80대 치매 노인이 실종되었다.
- 26일 오전 6시 경 임하면 주택에서 80대 남성이 숨진 채 발견되었다. 그리고 그 주변에서 그 부인의 것으로 보이는 뼛조각이 발견되었다.
- 26일 13시, 의성군 신평면 교안리에 진화 헬기HL9313 기체가 추락해 70대 남성 조종사가 사망했다.[17]

### 재산피해
3월 26일 산림청의 발표에 따르면 총 피해면적은 2만 헥타르에 육박하고 있는 것으로 추산된다. 재산피해로는 경북 5개 지역에서 주택 150채, 공장 1곳, 창고 43곳, 기타 시설물 63동 등 275개소가 전소되었으며, 330개소는 반소 또는 부분소실된 것으로 집계되었다.
영덕군에서는 특산물로 유명한 은어양식장이 큰 피해를 입고, 노물항에 정박된 어선 6척이 전소되었다. 지품정수장 등 수도시설도 단전, 전소를 겪어 달산면에서는 전 지역이 단수되었으며 한때 통신도 두절되었으나 26일 오후 2시부터 재개되었다.

### 문화유산 피해
경상북도에 문화유산이 밀집해 있는 지역 특성상 산불이 번지며 유산이 소실될 상황에 처했다. 이에 3월 25일 오후 30분 국가유산청은 국가유산 재난 국가위기 경보 수준을 대한민국 정부 수립 이래 사상 처음으로 ‘심각’ 단계로 격상했다.
3월 22일 오후 의성군 안평면에 소재한 운람사가 산신각을 제외하고 전소되었으며, 화재 피해를 입기 전 아미타3존, 탄생불, 신중탱화 등 주요 문화재는 조문국 박물관으로 긴급 이송되어 소실을 면했다.
3월 25일 17시경, 단촌면 구계리에 위치한 조계종 16교구 본사 고운사가 전소됐다. 고운사가 전소되며 보물로 지정되어 있던 건축유산 2동이 소실되었으며, 가치가 높은 보물 가운루(駕雲樓)와 연수전(延壽殿)이 전소되었고 고운사 입구에 있던 최치원 문학관도 소실되었다. 반면 대웅보전을 비롯해 삼성각, 명부전, 나한전, 조실채, 고금당선원, 고불전, 사천왕문, 해우소, 승가대 등은 불길 속에서 살아남았다.
같은 날 경상북도 청송군에 있는 청송 만세루가 전소되었다. 의성군 단촌면 하화1리에서는 100년 이상 된 하화교회가 화재로 피해를 입었다.

## 대응
최상목 당시 대통령 권한대행 겸 부총리 겸 기획재정부장관은 "중대본을 중심으로 이번 산불을 완전히 잡을 때까지 모든 자원을 아끼지 않고 투입할 것"이라고 밝혔다. 한덕수 대통령 권한대행은 긴급 회의를 열고 경북 산불 확산세와 대응 상황을 점검했다.

## 같이 보기
- 2025년 3월 대한민국 산불